# Col du Predil
Le col du Predil (en italien : passo del Predil, en slovène : Predel, en allemand : Predilpass) est un col des Alpes juliennes qui sépare l'Italie (province d'Udine) de la Slovénie. Il est situé à une altitude de 1 156 m.

## Géographie

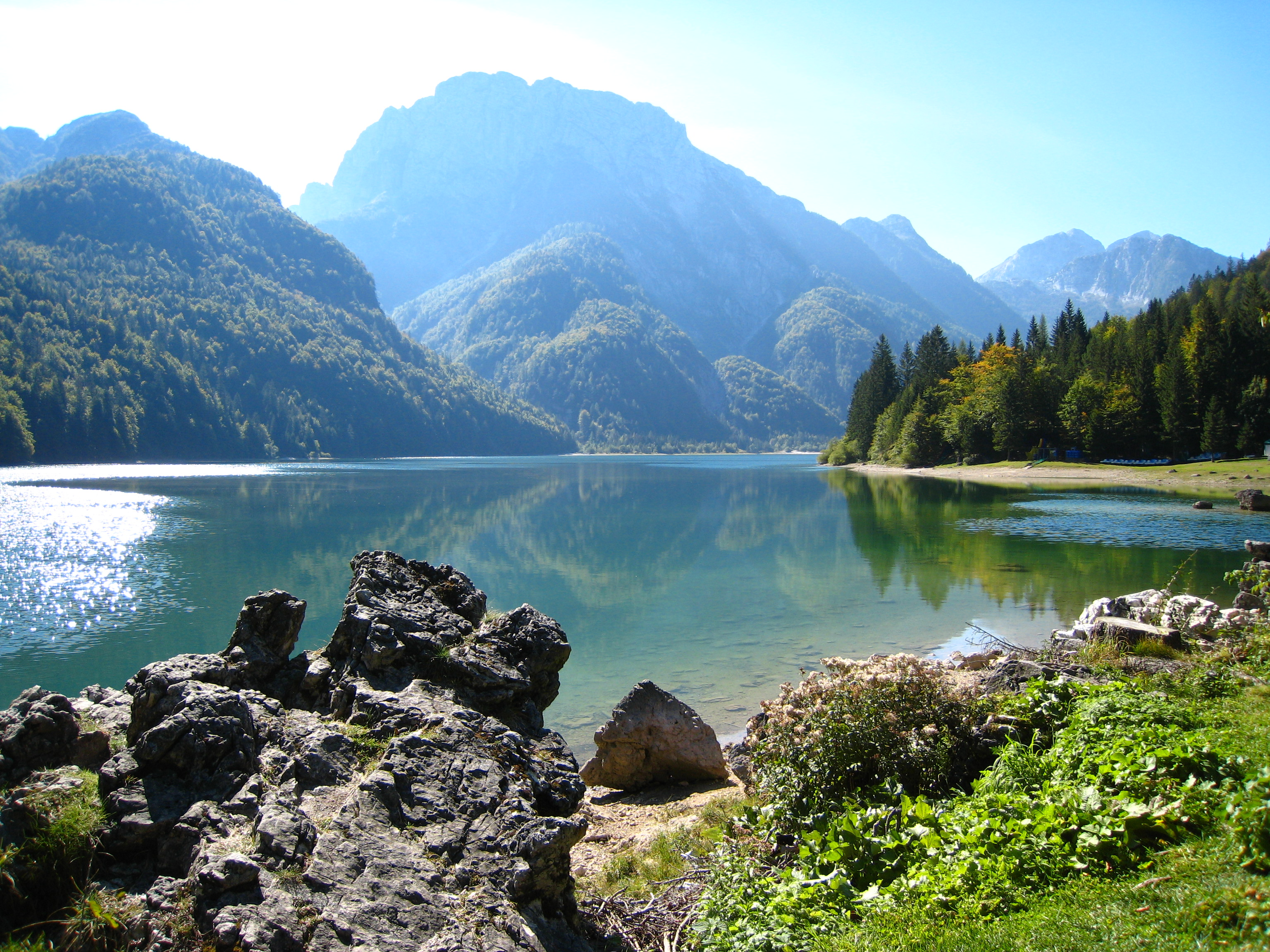
Le lac du Predil.

Le col du Predil est situé sur une ligne de crête orientée du nord-est vers le sud-ouest, entre le mont Mangart (2 679 m) au nord-est et le mont Kanin (2 587 m) au sud-ouest. Il sépare le val Canale italien de la haute vallée slovène de la Soča (ou Isonzo en italien). Du côté italien, il domine le village de Cave del Predil (fraction de la commune de Tarvisio), à proximité duquel se trouvaient depuis le Moyen Âge les mines de plomb et de zinc du mont Re (exploitation fermée en 1991) ; en contrebas du col, à 959 m d'altitude, le lac du Predil, lac naturel d'origine glaciaire, d'une longueur de 1 500 m sur une largeur de 500 m et profond de 30 m, est traversé par le Rio del Lago (ou Slizza) qui descend vers Tarvisio et appartient au bassin hydrographique de la Drave et du Danube. Du côté slovène, se trouvent le hameau de Strmec na Predelu et le village de Log pod Mangartom, qui dépendent de la commune de Bovec (Plezzo en italien).

## Histoire

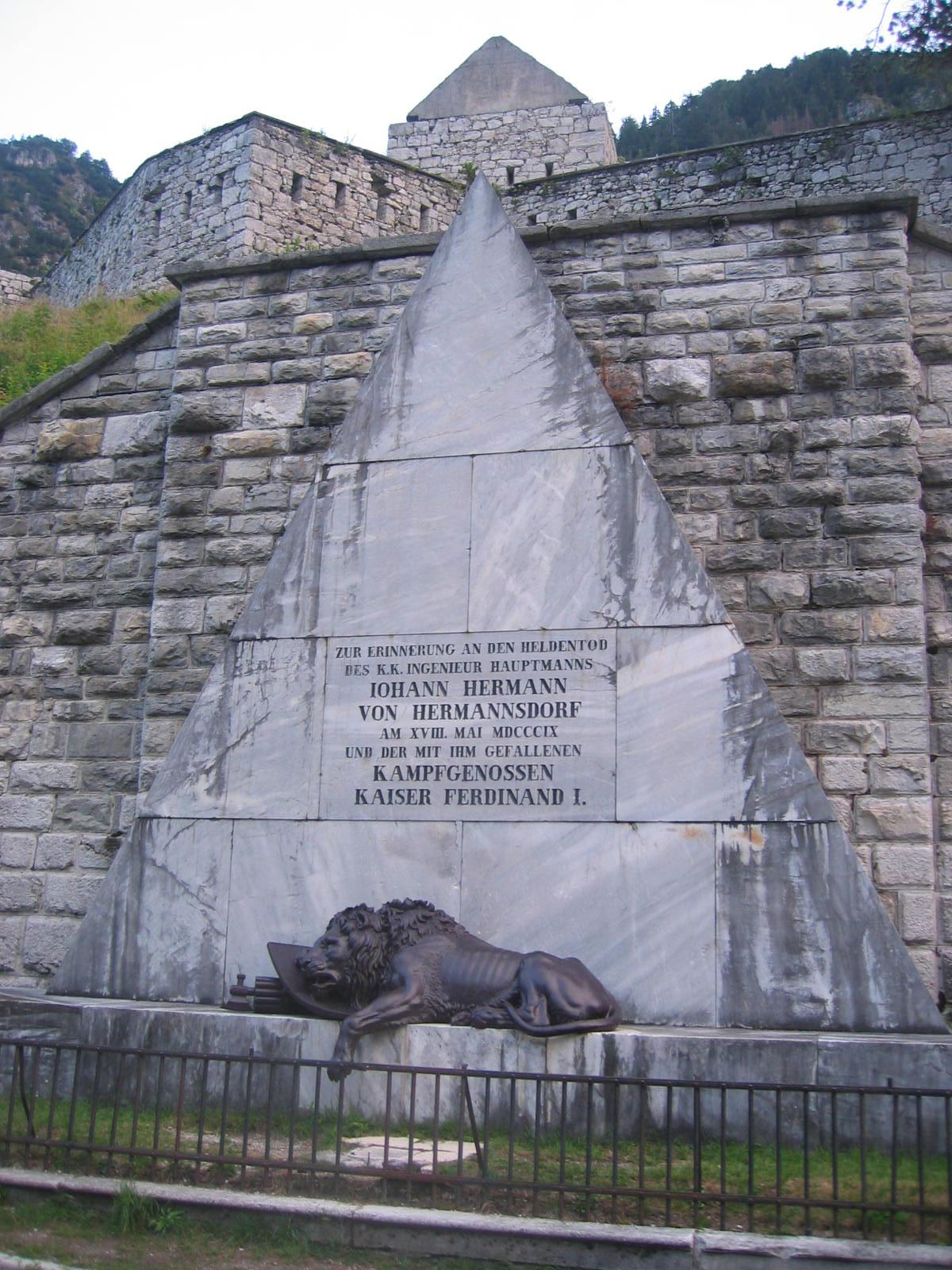
Monument commémoratif du combat de 1809 et fort du Predil.

Il est possible qu'un chemin muletier ait emprunté le col du Predil dès l'Antiquité, mais il n'y en a pas d'attestation certaine. La première route remonte au début du XIVe siècle.
Des combats eurent lieu au col en mai 1809 entre des éléments des troupes napoléoniennes d'Eugène de Beauharnais et un contingent autrichien, commandé par le capitaine Johann Hermann von Hermannsdorf, qui défendait le fort dominant la route. Le 18 mai, les 250 défenseurs du fort et leur capitaine périrent dans l'assaut final. Un monument, élevé au milieu du XIXe siècle, commémore leur héroïsme.
Jusqu'en 1918, le Predil était en territoire austro-hongrois. En 1918, il devient entièrement italien et sépare la province d'Udine de la province de Gorizia, alors plus étendue. Depuis 1947, avec la redéfinition de la frontière avec la Yougoslavie, il est frontière d'États.